# Svendborg
Svendborg es una ciudad danesa del sur de Fionia, capital del municipio homónimo y parte de la región de Dinamarca Meridional. Tiene 26.897 habitantes en 2012 y es la segunda ciudad más importante de la isla, tras Odense. Svendborg es una ciudad portuaria con actividades comerciales, industriales y educativas.

## Historia
Svendborg se menciona por primera vez en la historia en una carta que el rey Valdemar II le envía a su hijo Valdemar el Joven, donde señala que el príncipe debe ceder Svendborg y el sur de Fionia como regalo a su esposa la princesa Leonor de Portugal. El otro hijo de Valdemar II, el duque Abel (a la postre rey Abel I de Dinamarca) ocupó la ciudad en 1257 y la fortificó, pero posteriormente Erik Plovpenning también la tomó y la incendió. Seis años después, el 25 de febrero de 1253 Svendborg recibió los privilegios de ciudad comercial por el rey Cristóbal I. En 1289 fue asediada por Stig Andersen Hvide y en 1290 fue saqueada por Erico II de Noruega, quien incendió varios barrios.
Los siguientes 25 años fueron de paz, hasta que el duque Cristóbal de Fionia (después rey Cristóbal II de Dinamarca), aliado con tropas alemanas y en rebeldía contra su hermano Erik VI, invadió y saqueó la ciudad en 1316. Treinta años después un enemigo invisible, la peste negra, diezmó a una parte significativa de sus pobladores.
Al oeste de la ciudad hubo un castillo durante la Edad Media, llamado Ørkild, que sirvió de residencia del obispo de Odense. Durante la Guerra del Conde, en 1534 los rebeldes rivales de Cristián III, encabezados por el conde Cristóbal de Oldemburgo, tomaron la ciudad e incendiaron el castillo. Un año después, Johan Rantzau derrotó a los rebeldes en la batalla de Øksnebjerg, después de lo cual sus lansquenetes saquearon Svendborg. Tras la guerra, la ciudad comenzó a recuperarse, gracias al comercio de alimentos. De esta época de prosperidad data la casa de Anne Hvide, la más antigua de Svendborg. El progreso se vio interrumpido en 1602, cuando se registró un nuevo brote de peste.
En el siglo XVII las guerras contra Suecia que asolaron el país fueron un duro golpe contra Svendborg. Una gran parte de la ciudad quedó en ruinas y muchos de sus habitantes emigraron. En 1672 residían en Svendborg únicamente 1.000 personas. El siglo XVIII fue un período de lenta recuperación, pero también ocurrieron dos incendios de grandes proporciones en 1749 y 1769. Durante las guerras napoleónicas, la ciudad fue ocupada en 1808 por tropas francesas y españolas. En 1853 cundió una epidemia de cólera. 
Mejores tiempos llegaron a la ciudad fioniana con la industrialización en Dinamarca a mediados del siglo XIX, cuando se establecieron varias fábricas en la ciudad. En 1845 comenzó un servicio de correo entre Nyborg y Svendborg dos veces por semana. En 1865 se inauguró una escuela de navegación y en 1876 la línea de ferrocarril entre Svendborg y Odense. Debido al largo período de paz y a la mejora en las comunicaciones, el comercio marítimo se incrementó y en consecuencia el puerto de Svendborg fue agrandado. La población creció rápidamente. En 1890 había 8.800 habitantes, y en 1900 un aproximado de 11.000. En 1891 se construyó un hospital central, y en 1897 y 1916 quedó lista la conexión ferroviaria con Nyborg y Faaborg, respectivamente. En 1931 los municipios de Sørup y Sct. Jørgens se integraron a Svendborg. El desarrollo económico se estancó con la Primera Guerra Mundial, la gran depresión y la Segunda Guerra Mundial. En 1953 se inauguró la central de autobuses, y en 1966 quedó terminada una de las mayores obras de infraestructura de la ciudad, el puente de Svendborgsund, que permitió la comunicación terrestre de Fionia con Tåsinge y Langeland (el puente de Langeland había sido inaugurado en 1962)
En la década de 1990 sobrevino una crisis económica que ocasionó el cierre de varias de las mayores empresas industriales y del astillero de la ciudad. Esto ocasionó la orientación de la economía hacia el comercio, la enseñanza y el turismo. Una reforma municipal en vigencia desde el 1 de enero de 2007, agrandó los límites del municipio de Svendborg.